# Rohrpost in Berlin

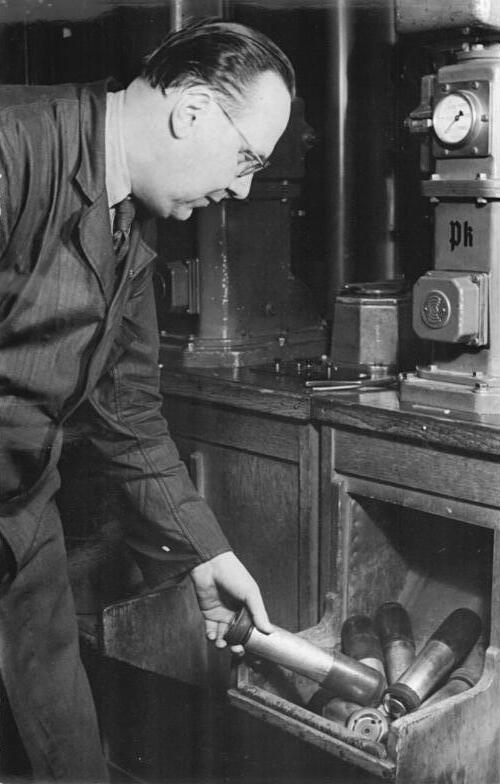
Zentrale Berliner Rohrpostanlage im Haupttelegrafenamt in der Oranienburger Straße, 1951

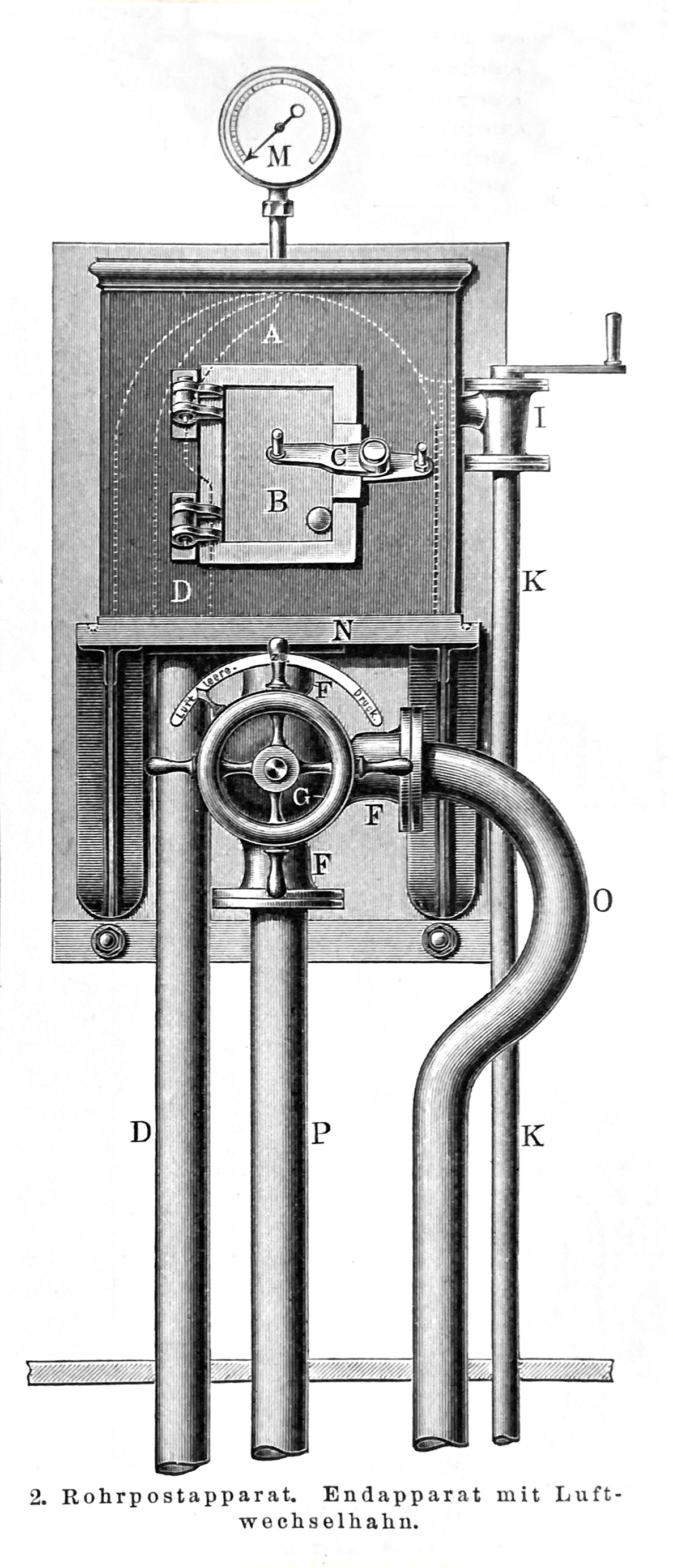
Funktionsprinzip eines Rohrpost-Endapparaten mit Luftwechselhahn (um 1900): Das Laufrohr D mündet in die Kammer A, deren mit einer Gummidichtung versehene Tür B durch den Druckhebel C luftdicht abgeschlossen werden kann. Durch den Luftwechselhahn F kann die Kammer mit dem Druckrohr O oder dem Saugrohr P verbunden werden. Er wird durch das mit einem Zeiger versehenen Handrad G in die auf dem Messingschild der Tischplatte N ersichtlich gemachten Stellungen gebracht. Mittels Lufthahn I kann über die Außenluftleitung K die Kammer entlüftet werden. Das Manometer M dient der Kontrolle des Luftdrucks.

Die Rohrpost in Berlin bestand vom 18. November 1865 bis zum Jahr 1963 in West-Berlin und in Ost-Berlin bis zum Jahr 1976.

## Geschichte

### Anfänge

Planung für die Berliner Rohrpost, 1873

Urschrift eines Telegramms, das am 15. Oktober 1874 in der Telegraphenstation IV am Brandenburger Tor aufgegeben wurde

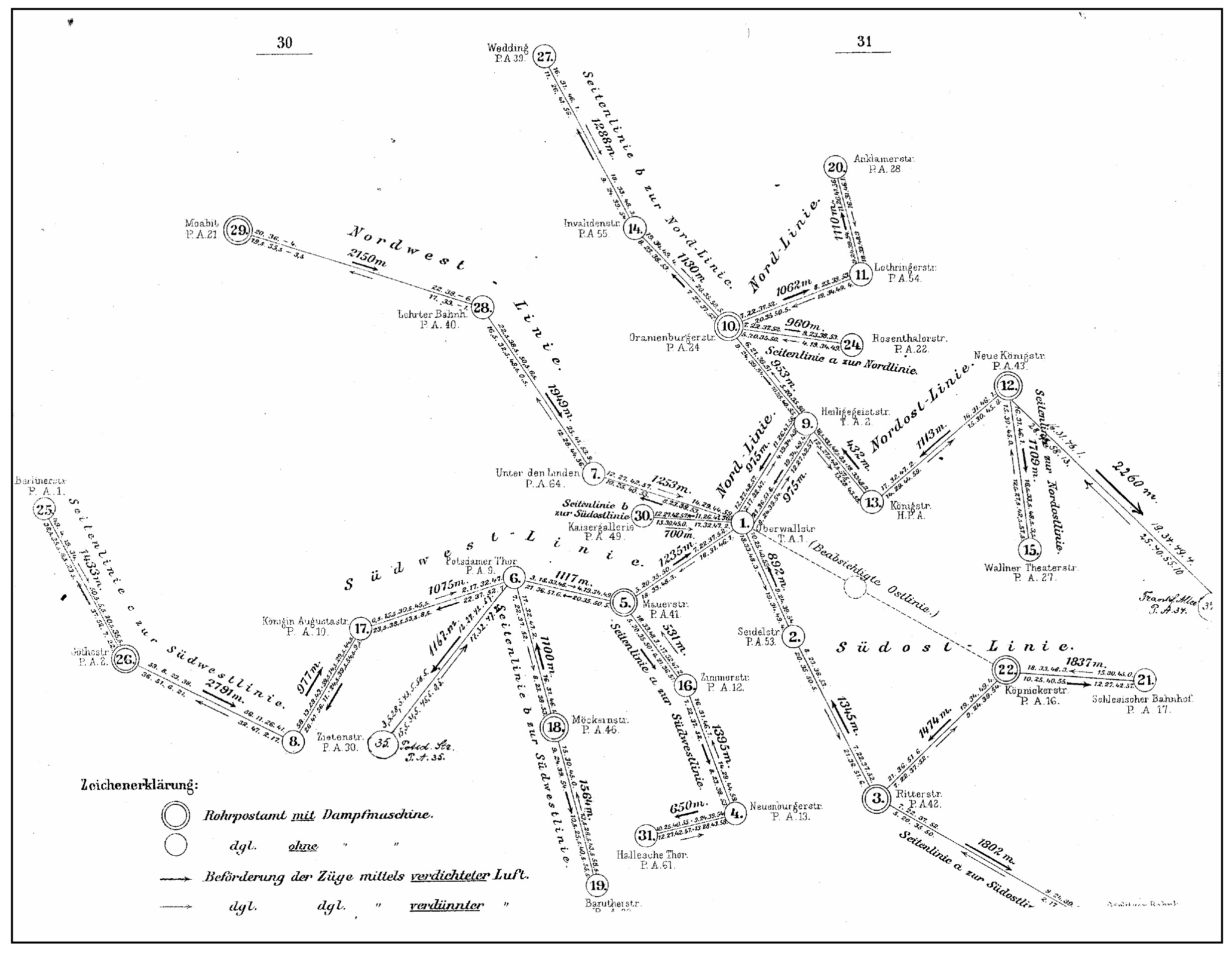
Entwicklung des Netzes der Berliner Rohrpost nach der Betriebsordnung von 1885

Im Jahr 1861 wurde im Central Telegraph Office von London eine pneumatische Rohrpostanlage zur Beförderung von Telegrammen installiert. Die Königlich Preußische Telegraphendirektion erteilte der Firma Siemens & Halske den Auftrag zum Bau eines Rohrpostsystems für Berlin. Der Betrieb der ersten Linie der Pneumatischen Depeschenbeförderung wurde am 18. November 1865 aufgenommen und verlief zwischen dem ersten Haupttelegraphenamt (HTA in der Französischen Straße 33b/c) und der Telegraphenstation in der Berliner Börse (Burgstraße Ecke Neue Friedrichstraße, später als HTA 2 geführt). Damit wurde der eigentliche Impuls für die Entwicklung des Rohrpostsystems deutlich: Es ging um die schnelle Beförderung von Börsennotierungen, die aus dem In- und Ausland im Haupttelegraphenamt ankamen oder von der Berliner Börse in die Welt gesendet werden sollten.
Am 2. März 1868 wurden die Telegraphenämter IV am Brandenburger Tor und V am Potsdamer Platz an das nunmehr 18 km lange Netz angeschlossen. Am 1. Dezember 1876 wurde das auf 15 Rohrpostämter erweiterte Netz mit einer Gesamtlänge von 25,9 km der breiten Öffentlichkeit zugänglich gemacht. Es konnten Postkarten und Briefe bis zu einem Gewicht von 20 Gramm (Maximalmaß: 14 cm × 9 cm) verschickt werden.

### Entwicklung bis zum Jahre 1945
Im Jahr 1940 erreichte das Berliner Rohrpostnetz mit einer maximalen Streckenlänge von fast 400 km seine größte Ausdehnung. Post- und Telegraphenämter waren angeschlossen und bearbeiteten zu dieser Zeit rund acht Millionen Sendungen jährlich. Der Betrieb der Berliner Rohrpost als öffentlich zugängliches System der Nachrichtenübermittlung wurde 1976 endgültig eingestellt. In Ost-Berlin wurden noch bis in das Jahr 1986 Telegramme per Rohrpost den Zustellämtern zugeführt.
Eine Analyse des Linienplans der Berliner Rohrpost zeigt, dass die Entwicklung des Netzes zuerst wirtschaftlichen Interessen diente. Es war die Verbindung zwischen Haupttelegraphenamt und Börse, der die Ausweitung des Rohrpostnetzes ins Zeitungsviertel und ins Bankenviertel folgte. Später wurden sogar die dünn besiedelten groß- und kleinbürgerlichen Wohnbezirke sowie die Villengegenden des Westens angeschlossen (Charlottenburg, Grunewald, Lichterfelde, Schöneberg, Wilmersdorf, Zehlendorf), während die ausgesprochenen Arbeiterbezirke (Kreuzberg, Lichtenberg, Neukölln, Wedding) und die früher noch deutlich ländlich geprägten Stadtbezirke an der Peripherie nur eine geringe oder keine Rohrpostanbindung erhielten.

### Zustand am 8. Mai 1945

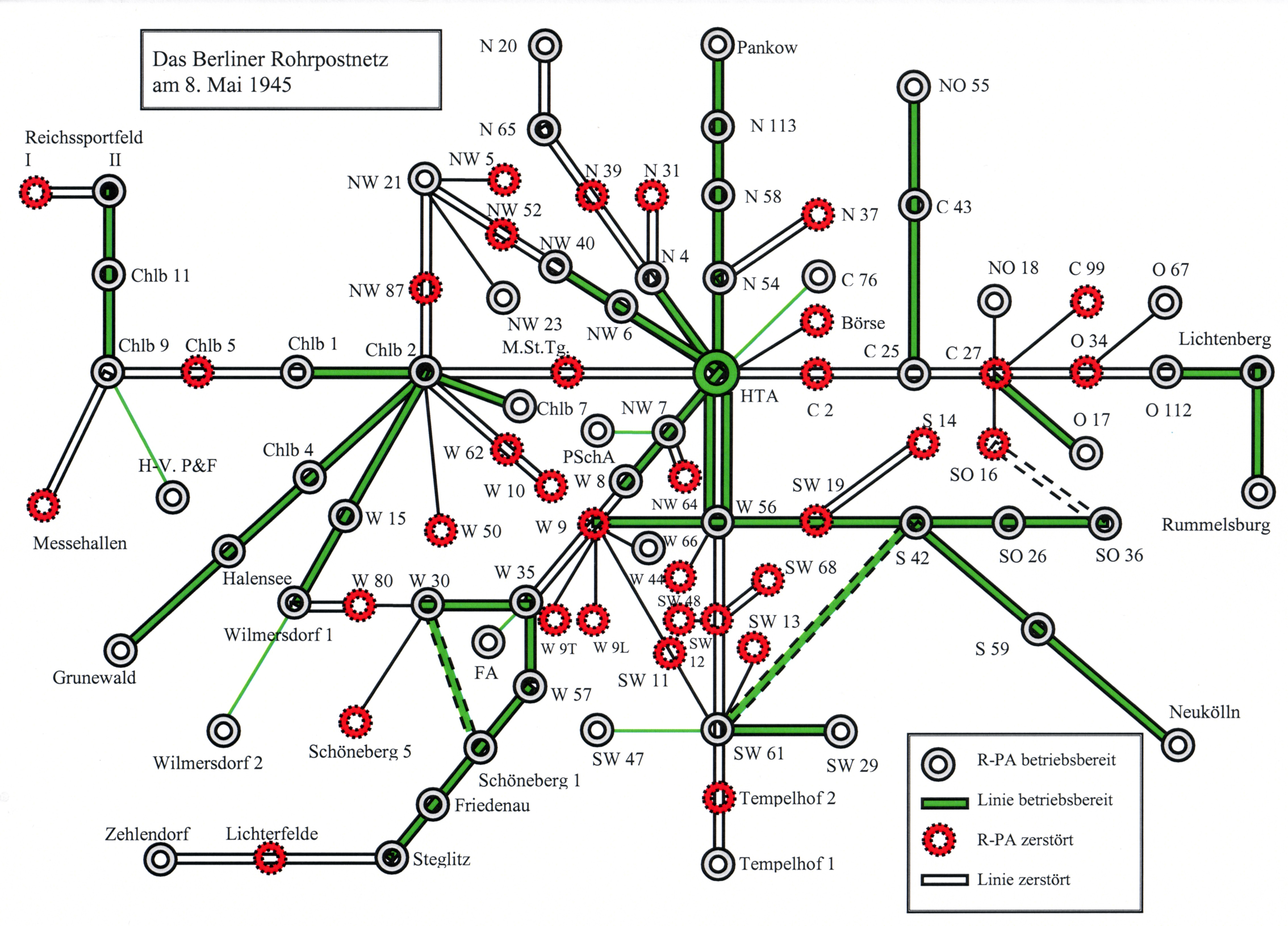
Schematische Darstellung der Zerstörungen am Liniennetz der Berliner Rohrpost am 8. Mai 1945

### Rohrpostdienst und Zerstörungen bis zum 8.Mai 1945
Während des Zweiten Weltkriegs zerstörten oder beschädigten alliierte Luftangriffe Teile des Rohrpostnetzes. Der Betrieb einiger Rohrpoststrecken im Zentrum Berlins ist jedoch bis Ende März 1945 belegt. Die Rohrpost in Berlin blieb de jure bis zur Kapitulation der deutschen Wehrmacht am 8. Mai 1945 in Betrieb. Der Eilbotendienst der Post wurde dagegen am 14. August 1944 aus Gründen der Personalknappheit bei extrem gesteigertem Postaufkommen eingestellt.

### Entwicklung seit 1945

Portofreier Rohrpostdienstumschlag 1946 in Berlin verwendet

Die Kriegseinwirkungen, illegale Demontagen zur Altstoffgewinnung, Demontagen als Reparationsleistungen und Wettereinflüsse ließen von dem einstmals großen Rohrpostnetz nach dem 8. Mai 1945 zunächst nur noch einen Torso bestehen. Der wiedereinsetzende Aufbau des Rohrpostnetzes ist dadurch zu belegen, dass in zunehmendem Maße in Berlin eingehende Telegramme – der ursprünglichen Funktionsbestimmung des Rohrpostnetzes entsprechend – per Rohrpost befördert wurden. Abgebildet ist ein portofreier Dienstumschlag der Rohrpost Berlin, der im Jahre 1946 infolge des allgemeinen Materialmangels als Umschlag einer Dienstsendung des Telegraphenbauamtes aufgebraucht wurde. Die Verwendung dieses Umschlags zu dieser Zeit durch die damals noch nicht der Öffentlichkeit zugängliche und im Krieg weitgehend zerstörte Berliner Rohrpost kann erst bewiesen werden, wenn der Termin der Inbetriebnahme der Verbindung zwischen Berlin W 35 und Berlin-Wilmersdorf ermittelt worden ist. Der Brief hätte bei Rohrpostbeförderung von W 35 über W 30, W 80 nach Berlin-Wilmersdorf 1 transportiert worden sein müssen. Das Rohrpostamt W 80 war jedoch zerstört, sodass es fraglich ist, ob der Brief per Rohrpost transportiert werden konnte. Eine Alternative wäre die Verbindung von W 35 über W 9, W 8, NW 7, HTA, Berlin-Charlottenburg 2, W 15 nach Berlin-Wilmersdorf 1 gewesen. Da jedoch die Rohrpostanlage von W 9 und die auf dem Weg befindliche Maschinenstation Tiergarten zerstört waren, dürfte diese Verbindung auch nicht befahrbar gewesen sein. So kann die Beförderung dieses Briefes per Rohrpost weitgehend ausgeschlossen werden.
Es ist inzwischen bekannt, dass im Dezember 1945 die Linie zwischen dem Haupttelegraphenamt und Berlin N 54, und Anfang 1946 die Linie zwischen Berlin N 4 und Berlin C 25 sowie zwischen Haupttelegraphenamt und Berlin-Pankow (über Berlin N 54, Berlin N 58 und Berlin N 113) eröffnet wurden. Auf den wiederhergestellten Rohrpostlinien wurden seit 1946 in zunehmendem Maße zwischen den Ämtern und insbesondere zu den Zustellämtern eingehende Telegramme und vermutlich auch Eilbotensendungen befördert. Solche Telegramme weisen üblicherweise einen rosafarbigen Klebezettel mit der Aufschrift Rohrpost / Eilbote auf, allerdings keinen Minutenstempel. Diese Zettel waren bereits am 9. April 1936 eingeführt worden.
Im Einzelnen stellt sich die Nutzung des Berliner Rohrpostnetzes, bemessen am Beispiel der per Rohrpost beförderten Telegramme, zwischen 1946 und 1948 folgendermaßen dar:
| Telegramme | aus Berlin | nach Berlin | gesamt    |
| ---------- | ---------- | ----------- | --------- |
| 1946       | 0452.882   | 450.015     | 0902.897  |
| 1947       | 1.646.369  | 908.418     | 2.545.787 |
| 1948       | 1.256.428  | 739.725     | 1.996.153 |

### Rohrpostblockade 1949

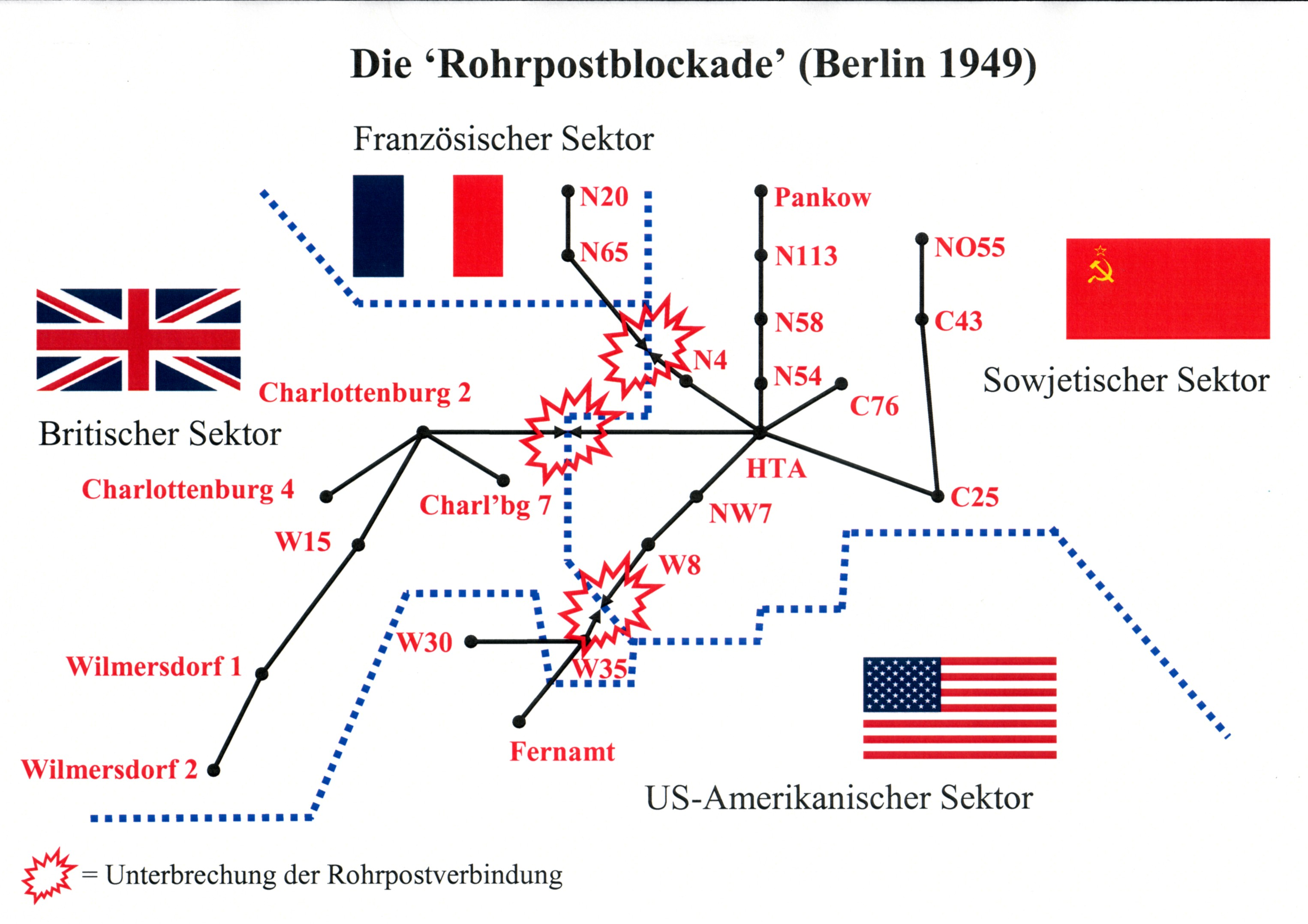
Schema des durch die Rohrpostblockade 1949 unterbrochenen Rohrpostnetzes

Diese Entwicklung des Wiederaufbaus wurde jedoch entscheidend in eine andere Richtung gelenkt, als im Zuge des heftiger werdenden Ost-West-Konflikts (20. Juni 1948: Währungsreform in den Westzonen, 23. Juni Währungsreform in der Sowjetischen Besatzungszone [SBZ]) die drei Westsektoren Berlins durch die Anbindung der Währung an die Westzonen aus ihrem Verwaltungskontext herausgelöst wurden: Gegen den in Vier-Mächte-Gesprächen aufgetauchten Vorschlag, eine gemeinsam kontrollierte Währung in der geteilten Stadt einzuführen, votierte am 22. Juni 1948 die sowjetische Seite. Marschall Sokolowski ordnete namens der Sowjetischen Militäradministration in Deutschland (SMAD) dem Berliner Oberbürgermeister in Befehl Nr. 111 an, die für den 23. Juni 1948 geplante Währungsreform in der SBZ in allen vier Berliner Sektoren zu vollziehen. Die westlichen Stadtkommandanten erklärten postwendend diese Anweisung auf ihrem Stadtgebiet für unwirksam. Am 24. Juni wurde dann die DM, zur Unterscheidung als in der Stadt ausgegebene Währung mit einem „B“-Stempel markiert, in den drei westlichen Sektoren ausgehändigt. Dieses wurde von der UdSSR mit der Blockade der Zufahrten in die Westsektoren beantwortet (Berlin-Blockade).
Indem im Januar 1949 von sowjetischer Seite aus die Rohrpostverbindungen zwischen dem Sowjetischen Sektor und den drei Westsektoren Berlins an den Sektorengrenzen gekappt wurden (sogenannte Rohrpost-Blockade), wurde die Lage in postalischer Hinsicht verschärft. Da das Berliner Rohrpostnetz historisch betrachtet vom Haupttelegrafenamt Berlin in der Französischen Straße (Berlin-Mitte, zum Sowjetischen Sektor gehörend) aus entwickelt worden war, befand sich jetzt das Zentrum des gesamten Netzes im Sowjetischen Sektor.
Von der hierdurch entstandenen Lage ausgehend wurde jetzt das Rohrpostnetz in Berlin definitiv geteilt und bis zur Einstellung seines Betriebs (1963 in West-Berlin, 1977 in Ost-Berlin) als zwei unabhängig voneinander funktionierende Rohrpostnetze weiterentwickelt. Ob es noch durch alliierte Anordnung aufrechterhaltene Verbindungen zwischen dem Ost- und West-Berliner Netz gab, ist offiziell nach wie vor unbekannt. Es gibt allerdings aus den 1950er Jahren Telegramme zwischen Ost- und West-Berlin, die – wie die entsprechenden im Ostteil gedruckten Telegrammformulare belegen – ganz offensichtlich im Haupttelegraphenamt empfangen und ausgefertigt wurden, und dann auch mit Rohrpoststempeln versehen in die Westsektoren zur Zustellung gelangten.

### Postschnelldienst Berlin 1949–1955

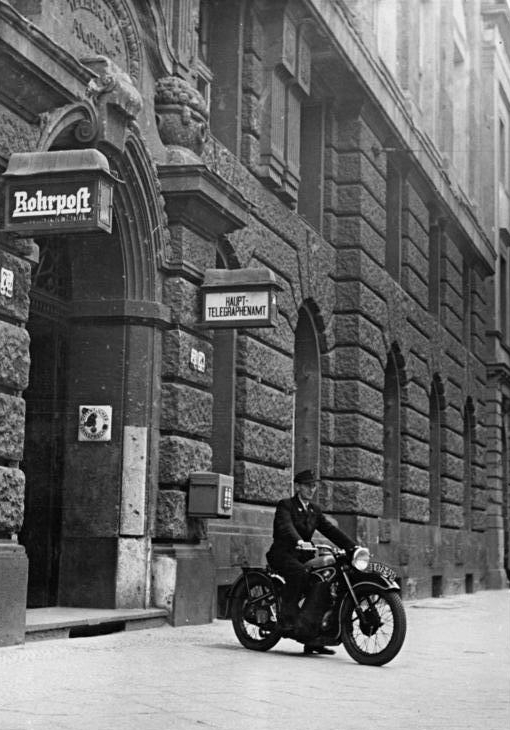
Postbote auf BMW-Motorrad vor Haupttelegrafenamt an der Oranienburger Straße. Schild „Rohrpost“ neben Eingang, 1950

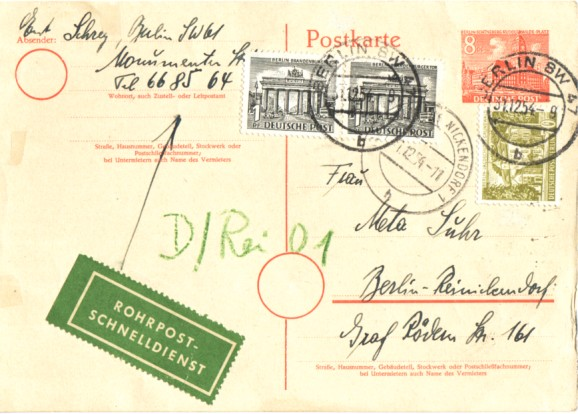
Rohrpost-Schnelldienst Postkarte mit Wertstempel 8 Pf Bauten I und 72 Pf Zusatzfrankatur = 80 Pf Gebühr

Während das Ost-Berliner Rohrpostnetz aufgrund der Zentralstellung des Haupttelegraphenamtes weiterhin funktionstüchtig blieb, erdachte die jetzt neu eingerichtete West-Berliner Postverwaltung ein neues System der Schnellpost. Dieses am 1. März 1949 eingeführte Ersatzsystem verband die verbliebenen Rohrpostlinien mit den Möglichkeiten, die schnell zu befördernde Post auch mit Kfz, Motorrad, Straßenbahn, Fahrrad, Fußbote zu befördern. Auf diese Weise wurden die jetzt fehlenden Verbindungen überbrückt und West-Berlin flächendeckend mit einem Schnellpostsystem versehen, das hocheffizient war: der Postschnelldienst Berlin. Dieser wurde später – in dem Maße wie die Rohrpost innerhalb des Systems an Bedeutung gewann und sogar neue Strecken gebaut wurden – in Rohrpost-Schnelldienst umbenannt.
Die Gebühren für einfache Sendungen innerhalb des Postschnelldienstes betrugen zunächst 1 Mark-Ost vom 1. März 1949 bis zum 31. März 1949. Man durfte natürlich auch in DM-West bezahlen, was jedoch kaum jemand tat. Daher sind Freimachungen auf Sendungen des Postschnelldienstes im März 1949 mit Rotaufdruck-Marken von Berlin oder mit Marken der Serie Bauten I selten. Ab 1. April 1949 wurde die DM-West von der West-Berliner Post als das einzige gültige Zahlungsmittel für ihre Leistungen anerkannt, was zur Folge hatte, dass jetzt ausschließlich eine DM-West zu zahlen war. Später wurde die Gebühr auf 80 Pfennig gesenkt. War das Porto für den Postschnelldienst ein einheitliches Porto, das nicht aus einzelnen Leistungen zusammengesetzt war, so wurde mit der Aufhebung des Postschnelldienstes wieder ein zusammengesetztes Porto erhoben, wenn man wie zu Zeiten des Postschnelldienstes die Kombination von Rohrpostbeförderung und Eilzustellung nutzen wollte. Damit kostete die Rohrpostbeförderung 20 Pfennig und die Eilzustellgebühr 60 Pfennig. Es kamen die Gebühren für eine Ortspostkarte von 8 Pfennig oder für einen Ortsbrief der ersten Gewichtsstufe von 10 Pfennig hinzu. Damit kam die Aufhebung des Postschnelldienstes einer Portoerhöhung gleich.

### Ende der Rohrpost in West-Berlin ab 1963
Am 28. Februar 1963 wurde infolge der immer besseren Ausstattung des Westteils der Stadt mit Telefonen und Telexapparaten die Rohrpost für den öffentlichen Verkehr eingestellt. Zur gleichen Zeit wurde in anderen Städten wie Hamburg festgestellt, dass die Postmengen angesichts des zunehmenden Straßenverkehrs nicht mehr oberirdisch zu bewältigen waren, wenn sie schnell sein sollten, und Rohrpost-Neubauten daher erforderlich wurden.
Für innerbetriebliche Zwecke wurde die Rohrpost in West-Berlin trotz der Stilllegung für die Öffentlichkeit noch eine Zeit lang genutzt. 1972 wurde der Betrieb der Rohrpost Berlin West endgültig eingestellt.

## Abstempelungen der Rohrpost Berlin

### Chronologischer Überblick
Abstempelungen von Rohrpostsendungen wurden zunächst mit den üblichen an den Postschaltern geführten Stempeln vorgenommen. Bereits kurz nach Eröffnung des öffentlichen Rohrpostverkehrs wurden Stempel eingesetzt, die den Buchstabenzusatz R aufwiesen. Diese wurden großflächig abgelöst durch Stempel mit genauer Bezeichnung der Rohrpostlinie. In dem Maße, wie der Rohrpostverkehr auf einen Fahrplan der Rohrpostzüge im 10-Minuten-Abstand umgestellt wurde, kamen dann Stempel mit der Einstellung einer 10-Minuten-Gruppe zum Einsatz. Dieser Stempeltyp wurde in Berlin bis zur Einstellung des Rohrpostbetriebes weiterverwendet.

### Nebenstempel
Um die rasche Zuführung von Sendungen an ihren Bestimmungsort zweifelsfrei zu gewährleisten, wurde eine Reihe von Nebenstempeln eingesetzt, die Hinweise auf die Beförderungsart per Rohrpost enthielten. Dies war vor allem erforderlich bei Sendungen, die nicht als Rohrpostsendungen freigemacht waren, dennoch zum Zwecke der Beschleunigung per Rohrpost weiterbefördert werden sollten.
Durch Rohrpost weiter.

Stempelaufdruck: Durch Rohrpost weiter.

Beispielkarte: Auslandspostkarte vom 6. Mai 1902 aus Rumänien nach Berlin, dort am 8. Mai 1902 mit entsprechendem Nebenstempel Durch Rohrpost weiter. der Rohrpost zugeführt, vom Amt Berlin 62 in die Rohrpost gegeben und dann zugestellt.
Zur Rohrpost!
Beispielbrief: Brief vom 30. Juni 1901 aus München nach Karlsruhe und von dort nach Berlin nachgesandt, dort am 2. Juli 1901 mit entsprechendem Nebenstempel Zur Rohrpost! der Rohrpost zugeführt und zugestellt. Rückseitig ist außer dem Nachsendestempel von Karlsruhe der kleine Rohrpoststempel des Postamtes Berlin 58 (Linie IV) und der Stempel des zustellenden Amtes Berlin 8 zu sehen.
Stechuhrstempel
Beispielbrief: Fernbriefes der zweiten Gewichtsstufe per Rohrpost von Berlin N 113 nach Dresden am 15. Januar 1952. Auf der Rückseite ist deutlich der Abdruck des Stechuhrstempels mit dem Buchstaben ‚R‘ (für Rohrpost) zu erkennen.

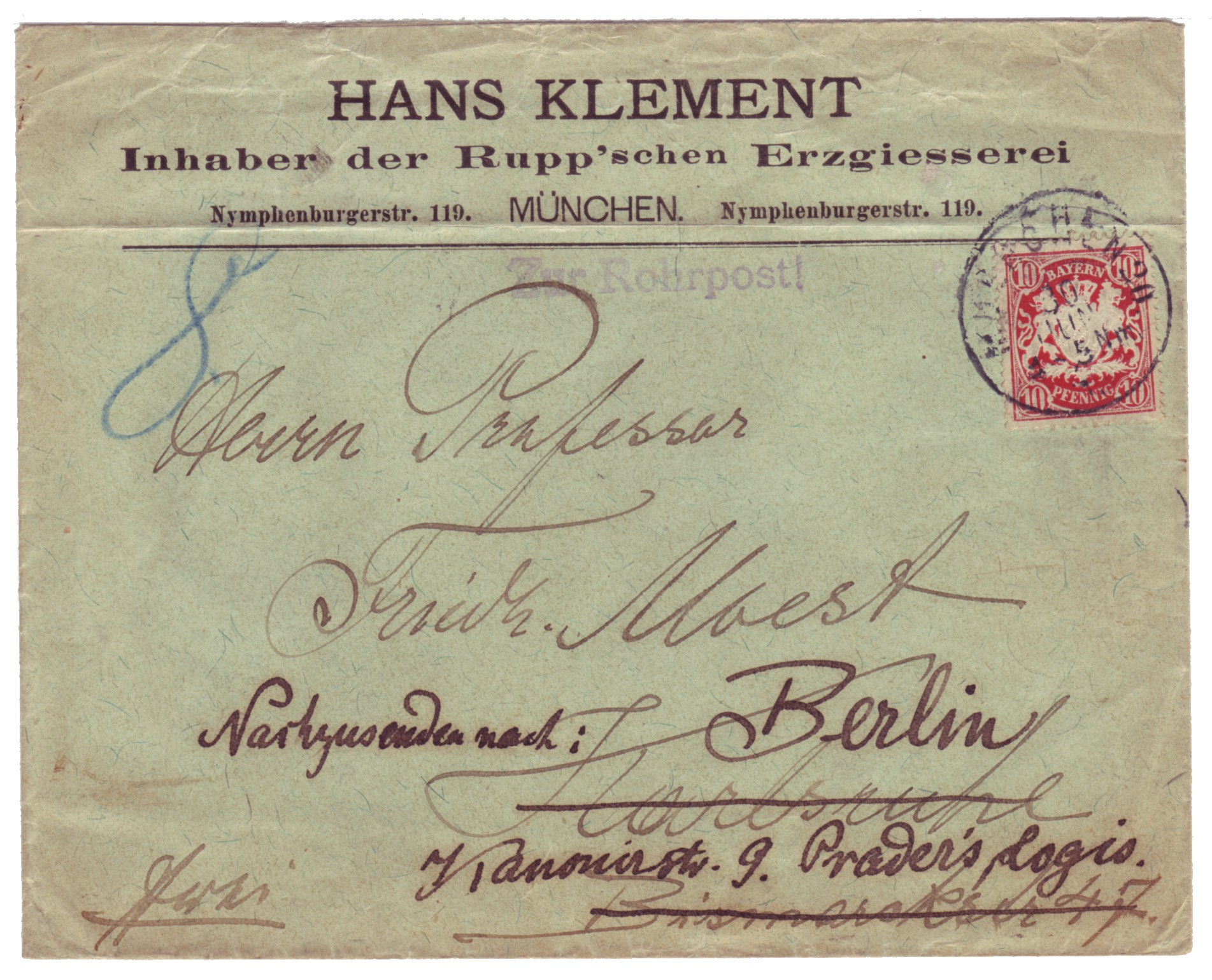
Zur Rohrpost! – Vorderseite
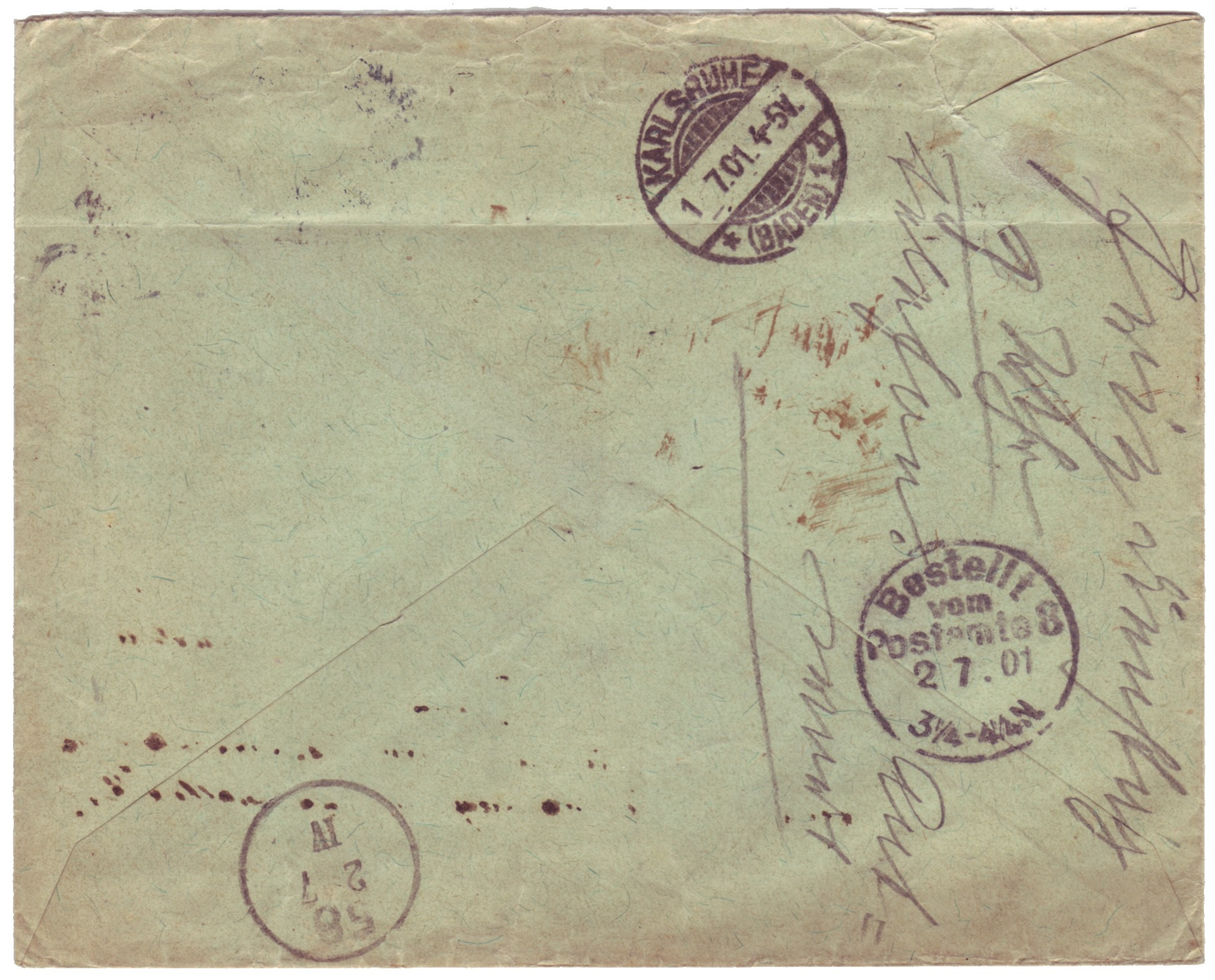
Zur Rohrpost! – Rückseite
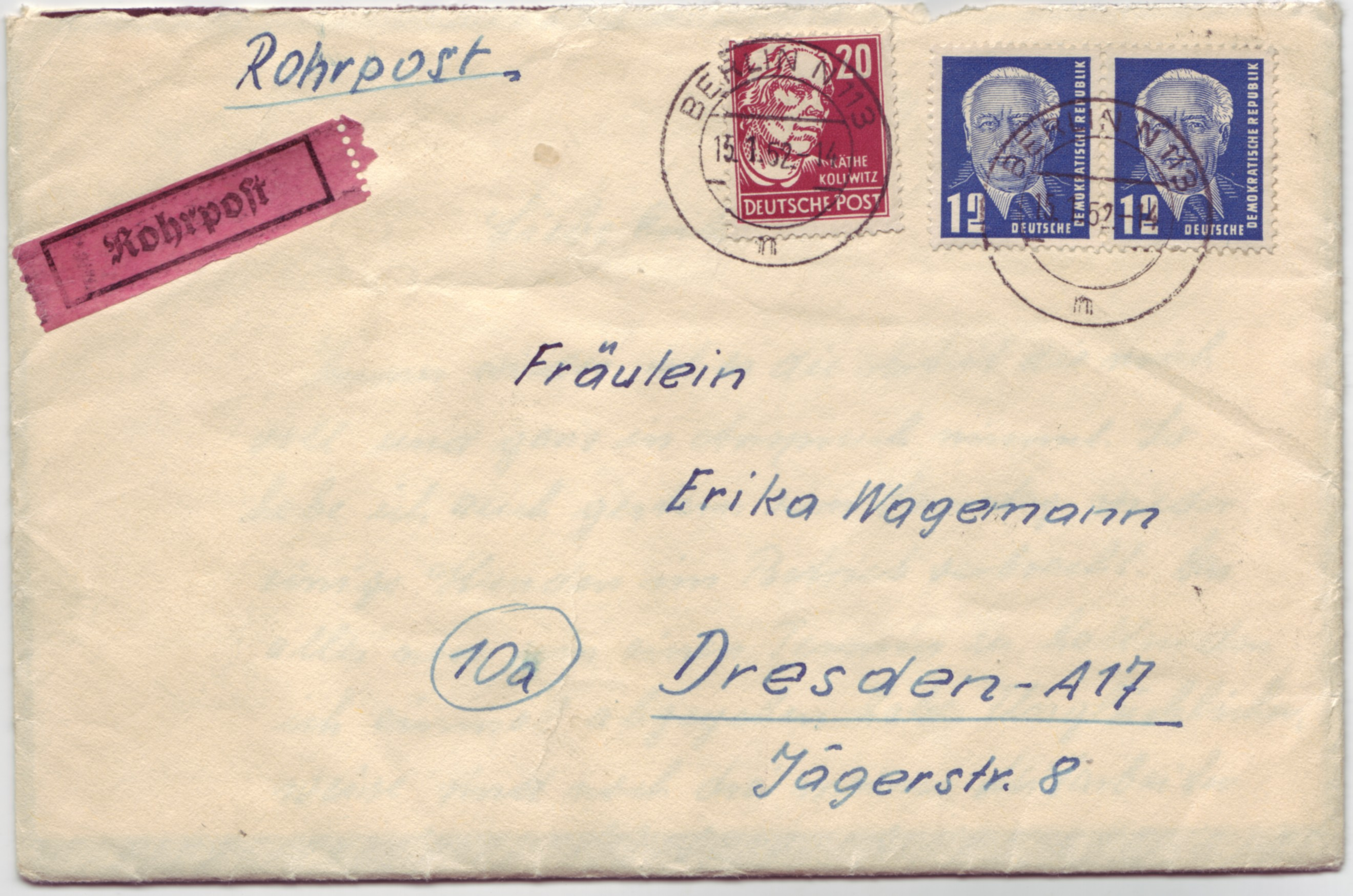
Stechuhrstempel – Vorderseite
Stechuhrstempel – Rückseite

## Hausrohrposten mit Anschlüssen zur Rohrpost Berlin

### Ämter und Dienststellen

#### Admiralstab der Kriegsmarine im Ersten Weltkrieg

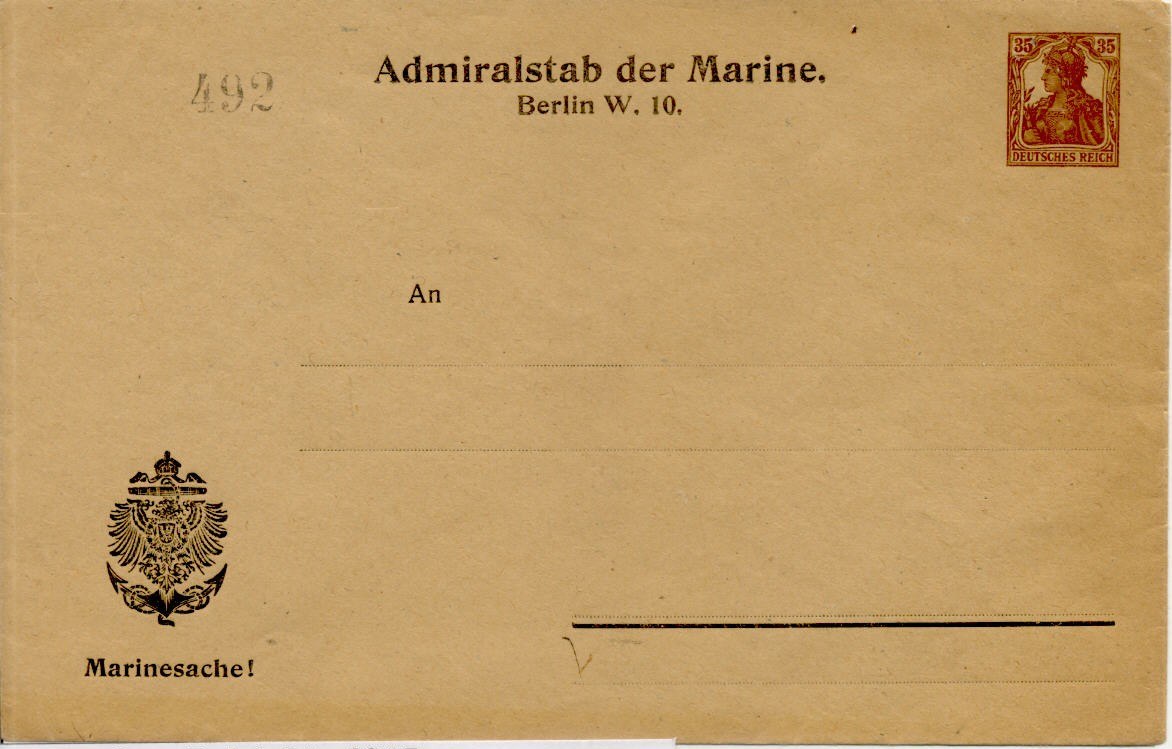
Dienstumschlag des Admiralstabes der Kaiserlichen Marine als Privatganzsache mit Eindruck eines Wertstempels für die Rohrpostgebühr

Wie fast alle Regierungsstellen in Berlin hatte nach den vorliegenden Erkenntnissen der Admiralstab der Kaiserlichen Marine einen Rohrpostanschluss, der nur für dienstliche Belange zugänglich war. Für die Dienstpost von Militärbehörden bestand seit dem 2. April 1915 Portofreiheit aufgrund eines mit der Deutschen Reichspost geschlossenen Ablösungsvertrags (Verfügung Nr. 96 vom 30. März 1915), der sich jedoch nicht auf per Rohrpost zu befördernde Sendungen erstreckte. Für seine eiligen Ortssendungen ließ sich der Admiralstab der Marine Umschläge mit einem Wertstempel für die Rohrpostgebühr bedrucken.
Da zu diesem Zeitpunkt noch keine Dienstmarken existierten, wurde der amtliche Wertstempel in der Zeichnung Germania / Deutsches Reich verwendet.
Alle Umschläge tragen vorderseitig eine aufgestempelte schwarze Numerator-Zahl, die von 1 bis 1000 läuft. Obwohl die Umschläge das zulässige Grenzmaß von 140 mm × 80 mm in Berlin übertrafen und auch häufig schwerer als 20 g waren, wurden sie ohne Nachgebühr befördert. Die Auflage aller fünf bekanntgewordenen Ausgaben betrug insgesamt knapp 5000 Stück. Die Verwendung war bis zum Tag der Auflösung des Admiralstabes am 1. August 1919 vorgesehen, Nachverwendungen konnten allerdings bis zum 27. August 1919 nachgewiesen werden.

#### Reichsbank

Plan der in den Jahren 1927/1928 erbauten Rohrpost-Schnellverbindung zwischen dem HTA und dem Amt Berlin O 17

Es ist davon auszugehen, dass eine Vielzahl von Ämtern und Dienststellen des Reiches, welche ein großes Postaufkommen hatten, auch über einen eigenen Rohrpostanschluss verfügten, auch wenn vielleicht keine eigene hausinterne Postabfertigung vorgesehen war. Nachgewiesen werden kann dies im Fall der Reichsbank. Es sind beispielsweise Linienpläne vom Ende der 1920er Jahre erhalten, in denen der Abzweig der Rohrpostlinie vom Haupttelegraphenamt zur Reichsbank eingezeichnet ist. Nur aus solchen nicht der Öffentlichkeit zugänglichen Bauplänen können die ehemaligen Hausrohrpostanschlüsse rekonstruiert werden.

### Private Anschlüsse
Unter anderem hatten folgende Firmen und Einrichtungen einen eigenen Anschluss an das Berliner Rohrpostnetz:

#### Hotel Adlon
Im Oktober 1907 wird das Hotel Adlon am Pariser Platz eröffnet. Das Haus ist ähnlich wie das zu der Zeit noch bedeutendere Hotel Stadt Rom (Unter den Linden 10) mit einer Rohrpostanlage ausgerüstet. Inwiefern diese Anlage mit der postalischen Rohrpostanlage verbunden war, ist nicht bekannt. Es sind jedoch Rohrpostsendungen an Gäste des Adlon bekannt, die auf der Rückseite einen Minuten-Ankunftsstempel des Adlon aufweisen, wie er bereits seit 1888 auch in den Telegraphenämtern nachweislich zum Einsatz kam. Die Inschrift des Stempels lautet „Hotel Adlon / Datum – Uhrzeit / Berlin“. Die „Brikettstempel“ auf der Briefrückseite sprechen für eine Eilzustellung durch entsprechende Boten. Das zuständige Zustellamt Berlin W 64 (damals: Unter den Linden 12) befand sich nur vier Querstraßen vom Hotel Adlon entfernt und wäre für einen Boten leicht erreichbar gewesen. Im Falle einer Eilbotenzustellung wäre der rückseitige Minutenstechuhrstempel des Adlon ein Beleg für die hausinterne, minutengenaue Dokumentation des Eingangs der Sendungen. Andererseits verlief seit dem 2. März 1868 unter dem Pflaster der Straße Unter den Linden in westlicher Richtung eine Rohrpostlinie bis zum Rohrpostamt VII am Brandenburger Tor, mit der diese Sendung schnell vom Postamt W 64 zum Pariser Platz direkt vor der Eingangstür des Adlon hätte befördert werden können. Insgesamt sind diese frühen Stechuhrstempel – insbesondere aus der Zeit vor dem Ersten Weltkrieg – noch viel zu selten belegt, als dass man genauere Aussagen über ihre Funktion bei der Dokumentation der Behandlung von Rohrpostsendungen in Berlin machen kann.

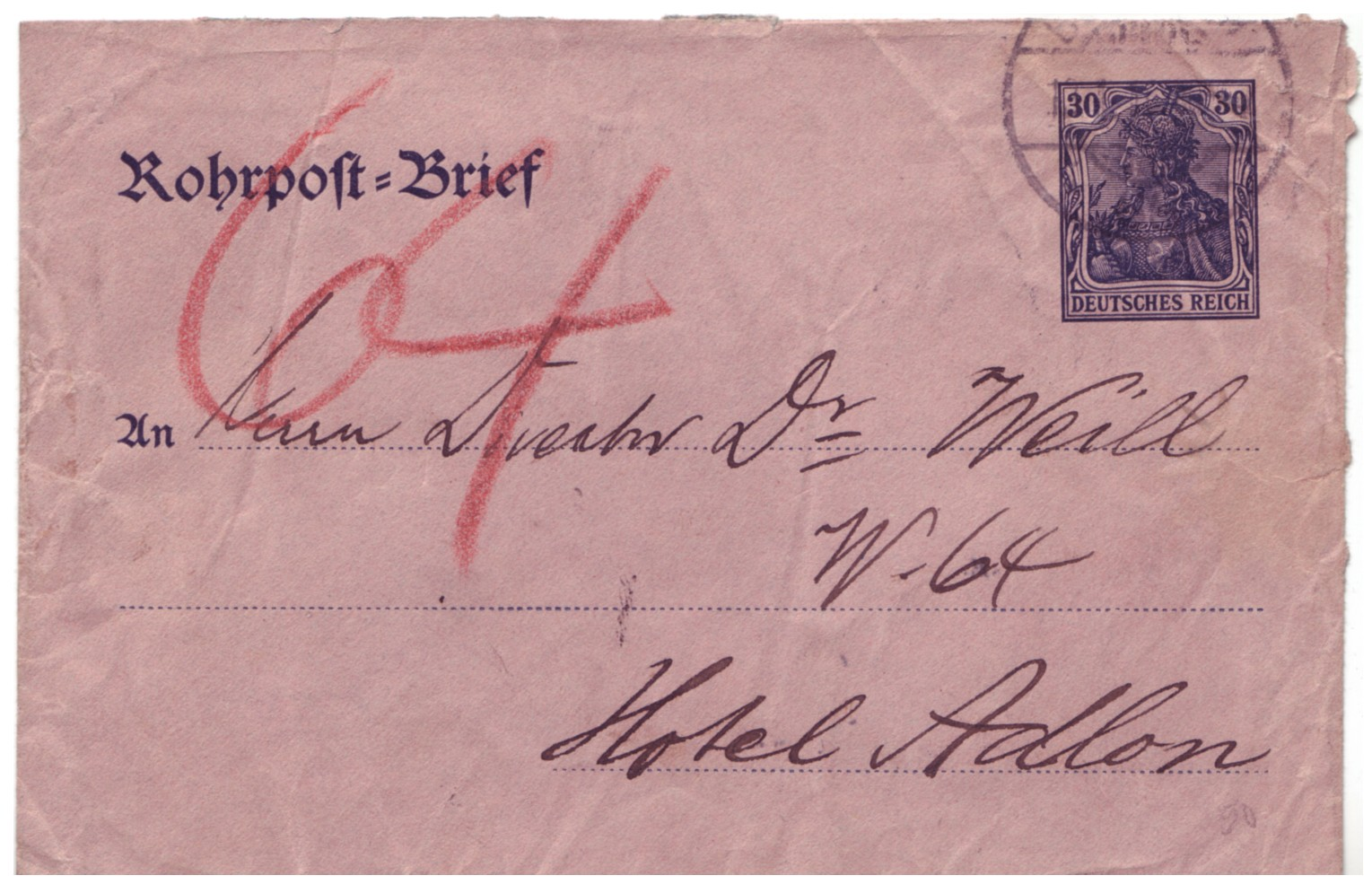
Vorderseite eines Rohrpostbriefes ab Berlin SW 29 adressiert an einen Gast des Adlon, 1910
Rückseite eines Rohrpostbriefes mit Minutenstechuhrstempel
vergrößerte Abbildung des Minutenstechuhrstempels

#### Kaufhaus Wertheim und Rudolf-Mosse-Haus
Hauseigene Postämter mit Rohrpostanschluss und eigenen Minutenstempeln gab es im Kaufhaus Wertheim (Leipziger Platz) und im Rudolf-Mosse-Haus (Friedrichstraße 60 Ecke Leipziger Straße). Wann diese Anschlüsse eingerichtet wurden, ist nicht bekannt. Diese Stellen waren jeweils als Filialen den übergeordneten Postämtern zugeordnet.

#### Privatanschlüsse in Ost-Berlin
Private Rohrpostanschlüsse existierten wenigstens in Ost-Berlin noch bis in die 1980er Jahre. Nachgewiesen werden konnte inzwischen ein Privatanschluss zwischen dem Postamt 1020 (Alexanderplatz) und der Redaktion der Tageszeitung Neues Deutschland, der wahrscheinlich über die alte Verbindung zwischen Postamt 1020 Alexanderplatz (früher: C 2) und Postamt 1017 (früher: O 17) betrieben wurde. Ebenso gab es eine Rohrpostverbindung zwischen Postamt 1020 und der nur wenige hundert Meter entfernten Tageszeitung Berliner Zeitung in der Karl-Liebknecht-Straße. Zwischen beiden Zeitungsredaktionen konnten auf dem Wege einer im Postamt 1020 per Hand betriebenen Einspeisung und Umsetzung der Röhren Rohrpostsendungen direkt hin- und hergeschickt werden.

## Kennzeichnung von Rohrpostsendungen

### Farben
Die charakteristische Farbe von Rohrpostsendungen in Berlin und München ist die Farbe Rosa. Die Postkarten und Umschläge, die die Deutsche Reichspost seit 1876 für die Beförderung per Rohrpost herausgab, waren in dieser Farbe gehalten. Erst seit den 1920er Jahren wich man von diesem Farbmuster ab und beließ es bei der Beschriftung der Sendungen mit den Worten Rohrpostkarte, Rohrpostbrief oder per Rohrpost.

### Farbige Markierungen
Die Sendungen wurden seit Beginn des Rohrpostbetriebes meistens durch handschriftlich angebrachte Ziffern und Abkürzungen gekennzeichnet, die die Bestimmungspostämter der Sendungen sowie ggf. die Leitwege angaben. Diese waren zunächst in der Farbe Blau, später dann in der Farbe Rot gehalten. Der Postschnelldienst in Berlin verwendete die Farbe Grün für handschriftliche Kennzeichnungen der Sendungen.

### Klebezettel für Berlin, München sowie Wien
Am 9. April 1936 wurde ein besonderer, in der Farbe Scharlach bis Rosa gehaltener Aufkleber aus transparentem Pergaminpapier mit der Inschrift Rohrpost / und Eilbote sowie ein weiterer aus gleichem Material mit der Inschrift Rohrpost zur Kennzeichnung der Sendungen ausgegeben. Zur gleichen Zeit kehrte man wieder zur Herausgabe von Rohrpostkarten in der Farbe Lachs bis Rosa mit rotem Wertstempel zurück.
Die deutschen Rohrpostkleber in der Zeichnung von 1936 wurden übrigens auch bei der Wiener Rohrpost nach 1945 weiterverwendet, weil dort auch nach dem Krieg noch ausreichende Mengen entsprechender Kennzeichnungszettel verfügbar waren. Es ist nicht bekannt, ob diese Kleber auch in Postämtern außerhalb Berlins und Münchens sowie Wiens vorrätig waren. Seit dem Jahr 1940 wurde wohl aus kommunikationsstrategischen Gründen während des Krieges die Vermutung lanciert, dass die hier verwendete Schwabacher-Schrift (bisher immer als „die deutsche Schrift“ mit erheblichem ideologischen Wert aufgefasst) im 18. Jahrhundert von einem Schriftschneider jüdischer Herkunft (daher „Judenschwabacher“ oder „Schwabacher Judenschrift“) erfunden worden sei. (Tatsächlich stammte die Schwabacher aus dem 15. Jahrhundert.) Daher verbot Hitler im sogenannten „Normalschrifterlass“ am 3. Januar 1941 die Verwendung dieser Schrift vor allem auf Dokumenten staatlichen Charakters. Der Grund: In den okkupierten Territorien konnten die Menschen die in Schwabacher gesetzten und gedruckten Befehle nicht lesen. Da Hitler schon früh auf Parteitagsreden gegen die Fraktur/Schwabacher polemisiert hatte und immer die Antiqua wegen ihrer besseren Lesbarkeit und daher propagandistischen Wirksamkeit bevorzugte, wurden jetzt trotz der prekären Kriegslage neue Kleber in einer Antiquaschrift gedruckt, die aber kaum noch zum Einsatz kamen. Noch im März 1945 waren in großen Postämtern Berlins entsprechende Klebezettel mit Schwabacher-Schrift vorrätig.

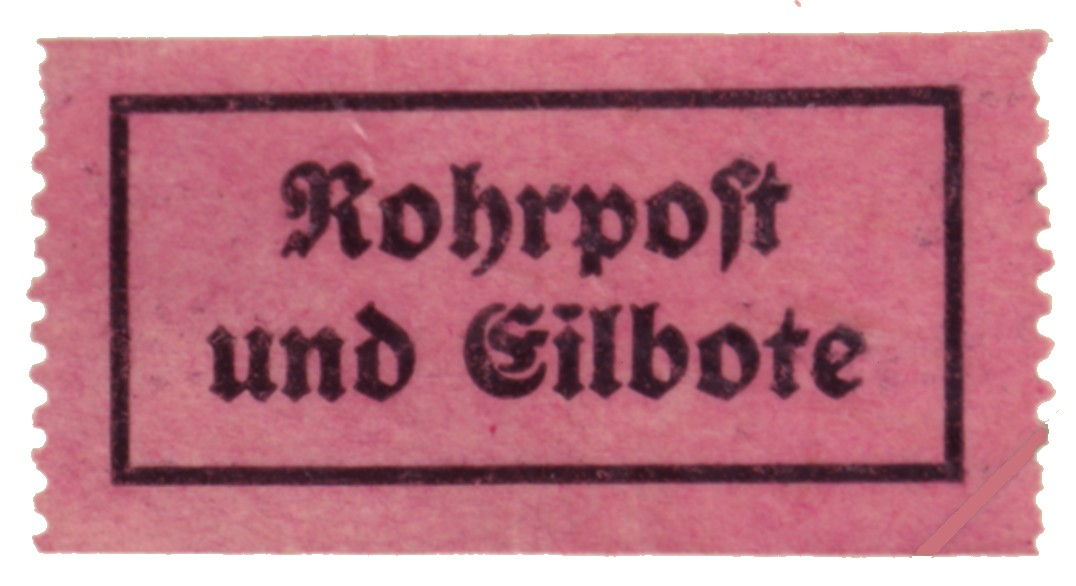
Seit 1936 eingesetzter Aufkleber zur Kennzeichnung von Rohrpostsendungen, die zusätzlich per Eilboten zuzustellen waren
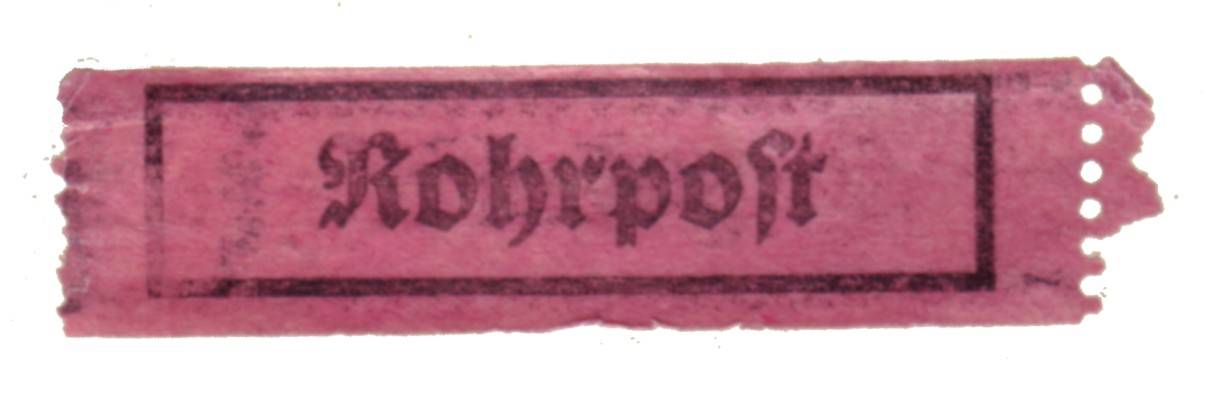
Seit 1936 eingesetzter Aufkleber zur Kennzeichnung von Rohrpostsendungen
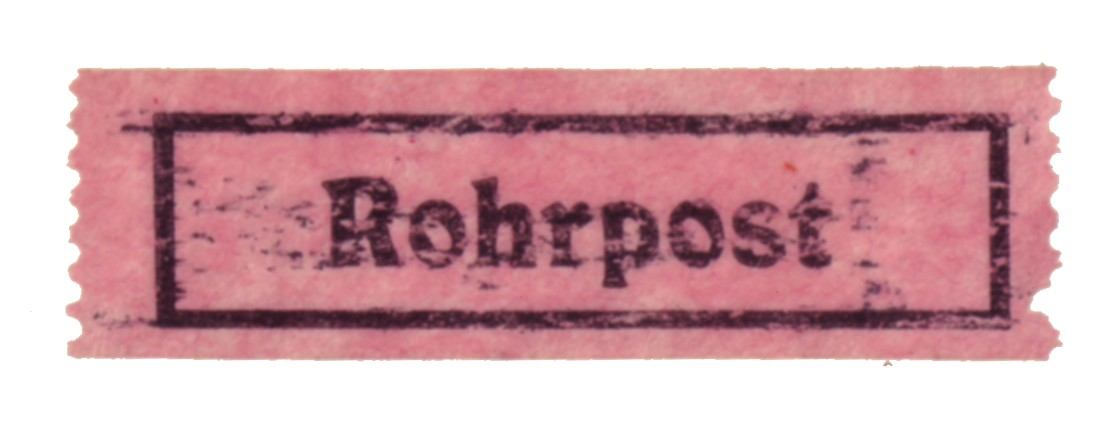
In einer Antiquaschrift gesetzter Aufkleber zur Kennzeichnung von Rohrpostsendungen bis zur Aufhebung der Rohrpost

### Klebezettel beim Postschnelldienst Berlin

Aufkleber zur Kennzeichnung von Sendungen, die für den Versand mit dem Postschnelldienst vorgesehen waren

Mit der Aufnahme des Verkehrs des Postschnelldienstes in den Westsektoren Berlins am 1. März 1949 wurde ein grüner Aufkleber mit der weißen Inschrift Postschnelldienst / Berlin ausgegeben, der später durch einen ebenfalls grünen Aufkleber mit der weißen Inschrift Rohrpost / Schnelldienst ersetzt wurde. Mit der Umstellung des Postschnelldienstes auf einen normalen Rohrpost-Eilbotendienst ab 1955 wurden – wie bereits zuvor im Bereich der Ost-Berliner Rohrpost auch – die alten Aufkleber von 1936 wieder in Gebrauch genommen.